# フィデル・チャベス
フィデル・チャベス・デ・ラ・トーレ（Fidel Chaves de la Torre、1989年10月27日 - ）は、スペイン・アンダルシア州ミナス・デ・リオティント出身のサッカー選手。アルバセテ・バロンピエ所属。ポジションはフォワード。

## クラブ経歴
レクレアティーボ・ウェルバの下部組織出身。2010-11シーズン、セグンダ・ディビシオンのコルドバCF戦で同クラブにおけるプロデビューを果たした。
2012年7月12日、セグンダ・ディビシオンのエルチェCFに移籍した。この2012-13シーズンは2部の舞台で40試合に出場し、4ゴール6アシストを記録。クラブの24年ぶりとなったプリメーラ・ディビシオン (1部)昇格に貢献した。翌シーズンもエルチェに留まり、自身初の1部初挑戦となった。1部でもレギュラーの座を掴み、レアル・ベティスやバレンシアCF相手にゴールを決めている。
2014年7月4日、同じく1部のコルドバCFにレンタル移籍した。コルドバでも主力選手として活躍したが、チームは2部に降格してしまった。2部降格後もコルドバに残留し、レンタル移籍から完全移籍に切り替わった。
2016年7月19日、UDアルメリアに5年契約で移籍した。
2018年6月18日、UDラス・パルマスに3年契約で移籍した。
2019年6月14日、エルチェに復帰した。
2024年2月1日、アルバセテ・バロンピエに移籍した。